# Râul Valea Neagră, Olănești
Râul Valea Neagră este un curs de apă, afluent al râului Cheia. 